# Kornievka, Sovietskîi
Kornievka (în ucraineană Корнієвка) este un sat în comuna Ciornozemne din raionul Sovietskîi, Republica Autonomă Crimeea, Ucraina.

## Demografie
Componența lingvistică a localității Kornievka
     Rusă (59,4%)
     Tătară crimeeană (30,08%)
     Ucraineană (9,77%)
     Alte limbi (0,75%)
Conform recensământului din 2001, majoritatea populației localității Kornievka era vorbitoare de rusă (59,4%), existând în minoritate și vorbitori de tătară crimeeană (30,08%) și ucraineană (9,77%).